# 2011 en musique
| \| • Retour à la chronologie générale de la musique populaire • \| |
| XXIe siècle • XXe siècle • XIXe siècle • XVIIIe siècle XVIIe siècle • XVIe siècle • XVe siècle • XIVe siècle XIIIe siècle • XIIe siècle • XIe siècle • Xe siècle IXe siècle • VIIIe siècle • Haut Moyen Âge • Rome • Grèce |
| • Retour à la chronologie générale de la musique populaire • |

| • Retour à la chronologie générale de la musique populaire • |

| Années de la musique populaire : 2008 - 2009 - 2010 - 2011 - 2012 - 2013 - 2014    |
| Décennies de la musique populaire : 1980 - 1990 - 2000 - 2010 - 2020 - 2030 - 2040 |

Cet article présente les faits marquants de l'année 2011 en musique.

## Faits marquants

### En France
- 44 millions de singles (dont 43 millions en téléchargement légal) et 50 millions d'albums sont vendus en France en 2011[1].
- Premiers succès de Tal (On avance), Orelsan (RaelSan) et Brigitte (Battez-vous).
- Michel Sardou se produit du 13 janvier au 6 février à l'Olympia, et du 11 au 15 mai au Palais des Sports.

### Dans le monde
- Premier succès d'Ed Sheeran (The A Team), Avicii (Levels) et One Direction (What makes you beautiful).
- Tournées mondiales des Black Eyed Peas (incluant 3 soirs au Stade de France) et de Prince (dont un soir au Stade de France).
- Thirty Seconds to Mars devient le groupe ayant donné le plus grand nombre de concerts en une seule tournée (311).
- Décès d'Amy Winehouse.

## Disques sortis en 2011
- Albums sortis en 2011
- Singles sortis en 2011

## Succès de l'année en France (singles)

### Chansons classées Numéro 1
Cette liste présente, par ordre chronologique, tous les titres s'étant classés à la première place du Top 50 durant l'année 2011.
- Israel Kamakawiwoʻole : Over the rainbow
- The Black Eyed Peas : The time (Dirty bit)
- Colonel Reyel : Celui...
- Colonel Reyel : Toutes les nuits
- Jennifer Lopez & Pitbull : On the floor
- The Black Eyed Peas : Just can't get enough
- Mylène Farmer : Bleu noir
- Jessie J : Price tag
- Snoop Dogg & David Guetta : Sweat
- LMFAO : Party rock anthem
- Mylène Farmer : Lonely Lisa
- Rihanna : Man down
- Mika : Elle me dit
- Rihanna & Calvin Harris : We found love
- Adele : Someone like you
- Shakira : Je l'aime à mourir

### Chansons francophones
Cette liste présente, par ordre alphabétique, tous les titres francophones s'étant classés parmi les 15 premières places du Top 50 durant l'année 2011.
- Ben l'Oncle Soul : Soulman
- Collectif Métissé : Laisse tomber tes problèmes
- Collectif Paris-Africa : Des ricochets
- Colonel Reyel : Celui...
- Colonel Reyel : Toutes les nuits
- Colonel Reyel : Aurélie
- Élisa Tovati & Tom Dice : Il nous faut
- Guillaume Grand : Toi et moi
- Inna Modja : French cancan (Monsieur sainte nitouche)
- Keen'V : J'aimerais trop
- Laurent Voulzy : Jeanne
- Les Enfoirés : On demande pas la lune
- M. Pokora : À nos actes manqués
- Magic System & Soprano : Chérie coco
- Magic System : Ambiance à l'africaine
- Mickaël Miro : L'horloge tourne
- Mika : Elle me dit
- Moussier Tombola : Logobitombo
- Mylène Farmer : Oui mais... non
- Mylène Farmer : Bleu noir
- Mylène Farmer : Lonely Lisa
- Mylène Farmer : Du temps
- René la Taupe : Tu parles trop
- Shakira : Je l'aime à mourir
- Simple Plan & Marie-Mai : Jet lag
- Vanessa Paradis & -M- : La Seine

### Chansons non francophones
Cette liste présente, par ordre alphabétique, tous les titres non francophones s'étant classés parmi les 10 premières places du Top 50 durant l'année 2011.
- Adam Lambert : Whataya want from me
- Adele : Rolling in the deep
- Adele : Set fire to the rain
- Adele : Someone like you
- Alexandra Stan : Mr. Saxobeat
- Britney Spears : Till the world ends
- Britney Spears : I wanna go
- Bruno Mars : Grenade
- Coldplay : Paradise
- David Guetta, Nicki Minaj & Flo Rida : Where them girls at
- David Guetta & Sia : Titanium
- David Guetta & Taio Cruz : Little bad girl
- Diddy Dirty Money : Coming home
- DJ Antoine : Welcome to St. Tropez
- Duck Sauce : Barbra Streisand
- Enrique Iglesias & Nicole Scherzinger : Heartbeat
- Flo Rida : Good feeling
- Inna : 10 minutes
- Inna : Sun is up
- Israel Kamakawiwoʻole : Over the rainbow
- Jennifer Lopez & Pitbull : On the floor
- Jessie J : Price tag
- Katy Perry : Firework
- Katy Perry & Kanye West : E.T.
- Kylie Minogue & Taio Cruz : Higher
- Lady Gaga : Born this way
- Lady Gaga : Judas
- Lady Gaga : The edge of glory
- LMFAO : Party rock anthem
- Loona : Vamos a la Playa
- Lucenzo & Don Omar : Danza kuduro
- Maroon 5 & Christina Aguilera : Moves like Jagger
- Pitbull & Ne-Yo : Give me everything
- Pitbull & Marc Anthony : Rain over me
- Rihanna : Only girl (in the world)
- Rihanna & David Guetta : Who’s that chick?
- Rihanna : S&M
- Rihanna : Man down
- Rihanna & Calvin Harris : We found love
- Sean Paul : Got 2 luv U
- Sean Paul : She doesn’t mind
- Shakira : Loca
- Shakira : Rabiosa
- Snoop Dogg & David Guetta : Sweat
- The Black Eyed Peas : The time (Dirty bit)
- The Black Eyed Peas : Just can't get enough
- The Black Eyed Peas : Don’t stop the party
- Usher & David Guetta : Without you

## Succès de l'année en France (albums)
Cette liste présente, par ordre alphabétique, les albums sortis en 2011 ayant obtenu une certification Platine ou Diamant en France.

### Disques de diamant (plus de 500.000 ventes)
- Adele : 21
- David Guetta : Nothing but the beat
- Les Enfoirés : Dans l'œil des Enfoirés

### Triples disques de platine (plus de 300.000 ventes)
- Birdy : Birdy
- Coldplay : Mylo xyloto
- Gérard Lenorman : Duos de mes chansons
- Johnny Hallyday : Jamais seul
- Laurent Voulzy : Lys & love
- Les Prêtres : Gloria
- Soprano : Le corbeau

### Doubles disques de platine (plus de 200.000 ventes)
- Bénabar : Les bénéfices du doute
- Christophe Maé : On trace la route - Le Live
- Hugh Laurie : Let them talk
- Julien Clerc : Fou, peut-être
- Lady Gaga : Born this way
- LMFAO : Sorry for party rocking
- Mylène Farmer : 2001-2011
- Orelsan : Le chant des sirènes
- Roberto Alagna : Pasion

### Disques de platine (plus de 100.000 ventes)
- Alain Souchon : À cause d'elles
- Christophe Willem : Prismophonic
- Cœur de pirate : Blonde
- Didier Barbelivien : Mes préférences
- Frank Michael : Romantique
- Gérald de Palmas : Sur ma route
- Hubert-Félix Thiéfaine : Suppléments de mensonge
- Imany : The shape of a broken heart
- Irma : Letter to the lord
- Keen'V : Carpe diem
- La Fouine : La Fouine vs Laouni
- Les Marins d'Iroise
- Lucenzo : Emigrante del mundo
- Ludovic Bource : The Artist
- Magic System : Toutè kalé
- Pitbull : Planet Pit
- Red Hot Chili Peppers : I'm with you
- Seal : Soul II
- Sexion d'assaut : En attendant l'apogée : les chroniques du 75
- Shakira : Live from Paris
- The Black Keys : El camino

## Succès internationaux de l’année
Cette liste présente, par ordre alphabétique, les trente titres et albums ayant eu le plus de succès dans les charts internationaux en 2011,.

### Singles
- Adele : Rolling in the deep
- Adele : Set fire to the rain
- Adele : Someone like you
- Alexandra Stan : Mr. Saxobeat
- Britney Spears : Hold it against me
- Bruno Mars : Grenade
- Bruno Mars : The lazy song
- Bruno Mars : It will rain
- Chris Brown : Yeah 3x
- Coldplay : Paradise
- Diddy Dirty Money : Coming home
- Enrique Iglesias & Ludacris : Tonight (I'm fuckin' you)
- Jennifer Lopez & Pitbull : On the floor
- Jessie J : Price tag
- Katy Perry & Kanye West : E.T.
- Katy Perry : Last friday night
- Ke$ha : We R who we R
- Lady Gaga : Born this way
- Lady Gaga : The edge of glory
- Lana Del Rey : Video games
- LMFAO : Party rock anthem
- LMFAO : Sexy and I know it
- Maroon 5 & Christina Aguilera : Moves like Jagger
- Pitbull & Ne-Yo : Give me everything
- Rihanna : What's my name?
- Rihanna : S&M
- Rihanna & Calvin Harris : We found love
- The Black Eyed Peas : Just can't get enough
- The Script : For the first time
- Tinie Tempah & Eric Turner : Written in the stars

### Albums
- Adele : 21
- Amy Winehouse : Lioness: hidden treasures
- Avril Lavigne : Goodbye lullaby
- Bad Meets Evil : Hell: the sequel
- Beyonce : 4
- Britney Spears : Femme fatale
- Bruno Mars : Doo-Wops & Hooligans
- Chris Brown : F.A.M.E.
- Coldplay : Mylo xyloto
- David Guetta : Nothing but the beat
- Drake : Take care
- Evanescence : Evanescence
- Fleet Foxes : Helplessness blues
- Florence + The Machine : Ceremonials
- Foo Fighters : Wasting lights
- Gotye : Making mirrors
- Jay-Z & Kanye West : Watch the throne
- Justin Bieber : Never say never: the remixes
- Justin Bieber : Under the mistletoe
- Kelly Clarkson : Stronger
- Lady Antebellum : Own the night
- Lady Gaga : Born this way
- Lil Wayne : Tha carter IV
- Michael Buble : Christmas
- Nickelback : Here and now
- Red Hot Chili Peppers : I'm with you
- Rihanna : Talk that talk
- Rise Against : Endgame
- The Black Keys : El camino
- Tony Bennett : Duets II

## Concerts

### En France
- Deep Purple avec le Neue Philharmonie Frankfurt Orchestra au théâtre antique de Vienne le 27 juillet 2011 lors de leur tournée The Songs That Built Rock
- California Dreams Tour de Katy Perry au Zénith de Paris les 7 et 8 mars 2011.
- Aphrodite : Les Folies Tour de Kylie Minogue les 11, 14 et 15 mars respectivement à Toulouse, Amnéville et Paris-Bercy.
- La tournée The Wall de Roger Waters fera escale à Bercy le 31 mai 2011.
- The Beginning Massive Stadium Tour des Black Eyed Peas au stade de France à Saint-Denis les 22, 24 et 25 juin 2011.
- Prince donne un concert exclusif au Stade de France à Saint-Denis le mercredi 29 juin 2011.
- La tournée européenne I'm with You des Red Hot Chili Peppers passe par Bercy les 18 et 19 octobre.
- The Loud Tour de Rihanna à la Halle Tony-Garnier de Lyon le 19 octobre 2011 et au palais omnisports de Paris-Bercy les 20 et 21 octobre 2011.
- Femme Fatale Tour de Britney Spears au Galaxie d'Amnéville le 5 octobre 2011.
- The Unforgiving Tour de Within Temptation au Zénith de Paris le 6 novembre 2011.
- Closer to the Edge Tour de Thirty Seconds to Mars à Paris le 8 et 15 juin 2011 et du 11 (Zénith de Paris) au 23 novembre 2011 (Marseille).
- La tournée Blonde de Cœur de pirate du 29 novembre au 13 décembre 2011.
- Bretonne Tour de Nolwenn Leroy au Zénith de Paris le 17 décembre 2011.

### Au Québec
- Avenged Sevenfold sur les plaines d’Abraham le 14 juillet, dans le cadre du festival d'été de Québec. 80 000 fans au rendez-vous après trois ans d'absence du groupe à Québec.
- Metallica sur les plaines le 16 juillet, dans le cadre du festival d'été de Québec. Ils ont rempli les plaines avec une foule record de 115 000 fans minimum. Il y eut beaucoup d'agitation autour de ce spectacle, certains fans grimpant dans les arbres et les lampadaires pour voir la scène. Le festival d'été de Québec (FEQ) a rapporté que des fans ont pénétré sur le site en brisant une clôture à l'arrière de la scène.
- Hollywood Undead sur la scène molson avec 70 000 fans dans le cadre du festival d'été de Québec. Le FEQ reporte même que certains fans sont entrés de force sur le site une fois l'entrée fermée pour manque de place.
- Elton John a rassemblé plusieurs fans sur les plaines dans le cadre du festival d'été de Québec.
- Disturbed au Heavy MTL à Montréal.
- Rise Against à l'Agora de Québec en septembre.
- Cœur de pirate en concert de lancement les 8, 9 et 11 novembre à Montréal, Québec et Toronto.

## Récompenses
- États-Unis : 54e cérémonie des Grammy Awards
- États-Unis : American Music Awards 2011 (en)
- États-Unis : MTV Video Music Awards 2011
- États-Unis : Billboard Music Awards 2011
- Europe : MTV Europe Music Awards 2011
- Europe : Concours Eurovision de la chanson 2011
- France : 27e cérémonie des Victoires de la musique
- France : 13e edition des NRJ Music Awards
- Québec : 33e gala des prix Félix
- Royaume-Uni : Brit Awards 2011

## Formations et séparations de groupes
- Groupe de musique formé en 2011
- Groupe musical séparé en 2011

## Décès
- 6 février : Gary Moore, 58 ans.
- 14 février : George Shearing, 91 ans.
- 15 mars : Nate Dogg, 41 ans.
- 3 mai : Jean-Luc Le Ténia, 35 ans.
- 27 mai : Gil Scott-Heron, 62 ans.
- 23 juillet : Amy Winehouse, 27 ans.